# Medaglia dell'incoronazione del Re Carlo III
La medaglia dell'incoronazione di Carlo III è una medaglia commemorativa coniata per celebrare l'incoronazione di re Carlo III e della regina Camilla. La medaglia è stata assegnata a persone impegnate nel servizio pubblico, comprese le Forze Armate, nei servizi di emergenza e nei servizi penitenziari.

## Destinatari
La medaglia è stata assegnata a:
- membri in servizio delle forze armate che hanno completato cinque anni solari completi di servizio il 6 maggio 2023;
- personale dei servizi di emergenza in prima linea che ha prestato servizio retribuito, trattenuto o a titolo volontario, occupandosi delle emergenze come parte delle condizioni di servizio e che hanno completato cinque anni solari completi di servizio il 6 maggio 2023;
- personale dei servizi penitenziari che sono dipendenti pubblici e sono regolarmente esposti a situazioni difficili e talvolta di emergenza che hanno completato cinque anni solari completi di servizio il 6 maggio 2023;
- membri della Casa Reale, l'insieme dei funzionari reali e dal personale di supporto della famiglia reale britannica, con un anno di servizio qualificato;
- tutti i destinatari viventi della Victoria Cross;
- tutti i destinatari viventi della George Cross.

## Descrizione
- La medaglia è realizzata in nickel-argento e placcata in nickel[2] e viene prodotta da Worcestershire Medal Service a Birmingham. Nel dritto raffigura il busto di Carlo III e della regina Camilla affiancati, realizzati da Martin Jennings. Il rovescio presenta una corona d'alloro con al centro il monogramma reale coronato, sotto il quale si trova la data dell'incoronazione "6 MAY 2023".

- Il nastro è blu con una fascia rossa laterale e una centrale più grande affiancata da due fasce più piccole di colore bianco a riprendere i colori della Union Jack.[2]